# Dominika na Mistrzostwach Świata w Lekkoatletyce 2017
Dominika na Mistrzostwach Świata w Lekkoatletyce 2017 – reprezentacja Dominiki podczas Mistrzostw Świata w Londynie liczyła 2 zawodników, którzy nie zdobyli medalu.

## Skład reprezentacji
Mężczyźni
| Zawodnik          | Konkurencja | Kwalifikacje | Kwalifikacje | Finał | Finał   |
| Zawodnik          | Konkurencja | Wynik        | Pozycja      | Wynik | Pozycja |
| ----------------- | ----------- | ------------ | ------------ | ----- | ------- |
| Yordanis Durañona | trójskok    | 16,71 q      | 10.          | 16,42 | 11.     |

Kobiety
| Zawodniczka | Konkurencja | Kwalifikacje | Kwalifikacje | Finał | Finał   |
| Zawodniczka | Konkurencja | Wynik        | Pozycja      | Wynik | Pozycja |
| ----------- | ----------- | ------------ | ------------ | ----- | ------- |
| Thea LaFond | trójskok    | 13,82        | 19.          | NQ    | NQ      |